# Jessica Gómez Álvarez
Jessica Gómez Álvarez (Langreo, Asturias, 26 de noviembre de 1983) es una escritora y bloguera española, autora de cuentos, relatos y novelas.
En 2014 publicó su primer cuento: Una teta, una naranja, una aceituna. Entre 2015 y 2016 publicó tres cuentos en El monstruo curioso, proyecto de divulgación científica para niños y niñas en colaboración con la Universidad de Oviedo: Los cristales de carbón, El anillo de luz y La piedra misteriosa. Después, su relato Querida chica del bañador verde (2016) logró gran difusión, siendo luego adaptado en el cortometraje brasileño Ser O Que Se É (2018), producido por Maria Farinha Filmes.
Desde 2017 escribe como bloguera en 20 Minutos en el blog Qué fue de todos los demás. Desde 2021 colabora en Radiotelevisión del Principado de Asturias con la sección El sombrero de Indiana, dedicada a curiosidades del cine, dentro del programa radiofónico La buena tarde. Ha pertenecido a Mensa España y a la Triple Nine Society.

## Premios y reconocimientos
- Ganadora del IX Concurso de Relatos Breves para Mujeres del Ayuntamiento de Laviana (2010)
- Finalista al mejor blog de opinión, XII edición Premios Bitácoras de RTVE (2016).[7]
- Mejor blog personal, XI edición Premios 20Blogs de 20minutos (2017).[8]
- Finalista al mejor blog del año, XI edición Premios 20Blogs de 20minutos (2017).[8]

## Libros
- La mujer de al lado. Caligrama, 2018.[9]
- Come chocolate y no discutas con idiotas: #52 tips para la paz mental. Martínez Roca Ed. (Planeta), 2019.[10]
- Mamá en busca del polvo perdido. HarperCollins, 2021.[11]
- Cómete el mundo y dime a qué sabe. HarperF, 2022.[12]
- Me faltan horas y me sobran gilipollas. HarperCollins, 2023.[13]